# Bălțata (okręg Bacău)
Bălțata – wieś w Rumunii, w okręgu Bacău, w gminie Sărata. W 2011 roku liczyła 97 mieszkańców.